# Mogu Mogu

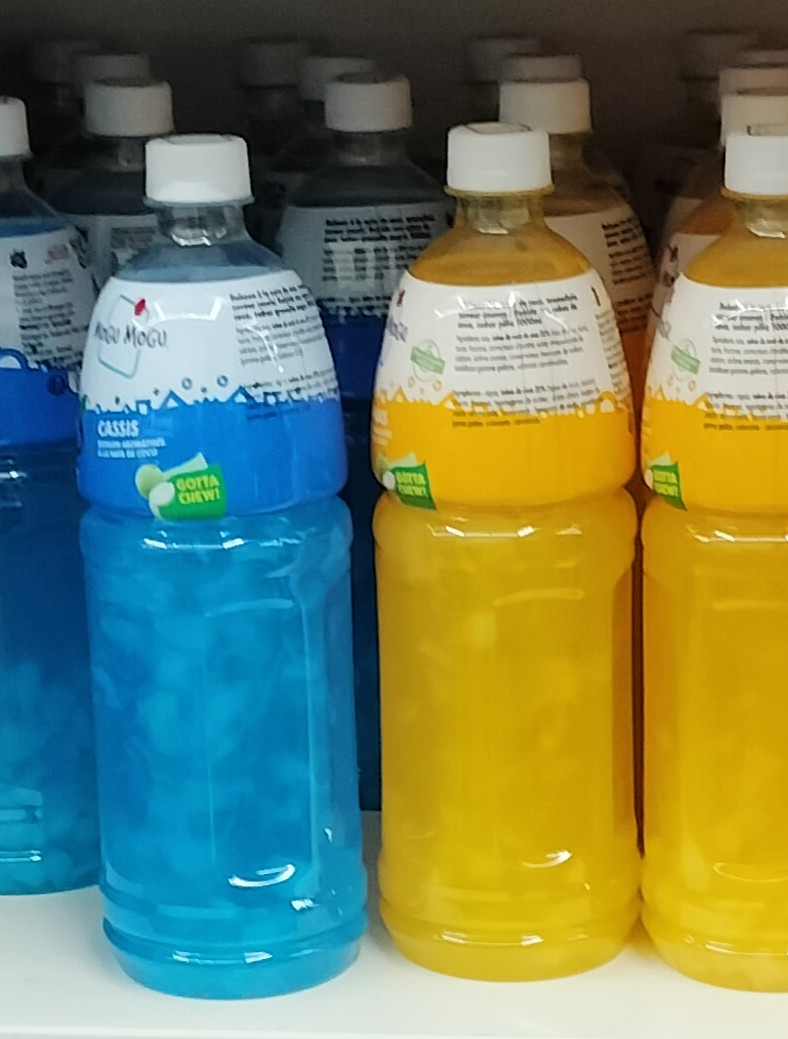
Botellas de Mogu Mogu en un hipermercado.

Mogu Mogu (en tailandés โมกุ โมกุ) es una bebida de origen tailandés hecha con zumo de fruta y dados de nata de coco. El nombre viene de la onomatopeya japonesa "mumumu" (もぐもぐ). Su peculiaridad es que se ofrece como una bebida masticable por la mezcla entre el zumo y los dados de nata de coco. Fue creada en 1970 en Tailandia gracias a la popularidad de la nata de coco en la zona Sudeste de Asia, pero se comenzó a distribuir a partir del año 2001 por la compañía Sappè bajo la dirección de Asidak Ruckariyaphong quien es también el cofundador de esta compañía de comida en 1973 junto a Samnuk Isoonpisansiri. Actualmente, cuenta con una gran variedad de sabores: lichi, piña, coco, mango, manzana, sandía, uva, melocotón, naranja, piña colada, limón, yogur, fruta de la pasión, melón, fresa, guayaba rosa, grosella negra, calamansí, pomelo, shine muscat (uvas japonesas), uva verde (cheongpodo) y cuatro estaciones (mango, naranja, piña y fruta de la pasión)
La bebida es sumamente popular de manera internacional. Ha llegado a ser tan querida que muchos usuarios de las redes sociales han compartido su degustación de la bebida. De esa manera, Mogu Mogu ha llegado a tener el arraigo que tiene hoy en día dentro del mercado de las bebidas asiáticas y en el mundo entero. Tanto es así, que la Vtuber japonesa de Hololive, Nekomata Okayu compuso una canción dedicada al Mogu Mogu titulada "Mogu Mogu Yummy!" (もぐもぐYUMMY！) y el grupo masculino de k-pop Seventeen, es el primer embajador global de la marca desde mayo de 2024.

## Mogu Mogu y Gumi Gumi
Mogu Mogu es un personaje creado por la marca a imagen de la bebida. Su apariencia es la de una cabeza que se asemeja a la nata de coco pegada a un cuerpo humano. Su color es blanco y tiene unos dos círculos rojos en cada mejilla como si fuese un sonrojo. Usualmente se le suele representar con un Gumi Gumi en la cabeza.
Los Gumi Gumi son pequeños seres redondos y coloridos que representan los sabores de las bebidas. Además, son las mascotas de Mogu Mogu.
Mientras vivía plácidamente a solas en una isla, se embarcó en búsqueda de algo de compañía y de saciar su aburrimiento. Entonces, se encontró con los Gumi Gumi y rápidamente se volvieron inseparables forjando una gran amistad. De repente, encuentran una botella en la orilla de una de las playas de la isla que contenía un mensaje que les pedía que traigan la felicidad a las personas. Juntos salieron de esa isla con una barca que crearon y surcaron los mares con el fin cumplir el deseo escrito en esa botella. La idea que se les ocurrió fue la de crear una bebida refrescante con tantos sabores como Gumi Gumis que dibuje sonrisas en las caras de aquellas personas que las consuman.